# ماريا كونيغوندي من ساكسونيا
ماريا كونيغوندي من ساكسونيا (ماريا كونيغوندي دوروثيا هيدويغ فرانزيسكا زافيريا فلورنتينا؛ 10 نوفمبر 1740 في وارسو- 8 أبريل 1826 في درسدن) هي رئيسة دير الراهبات في كل من إيسين وثورن. وكانت أميرة فخرية في كل من بولندا وليتوانيا وساكسونيا، منحدرةً من فرع سلالة الألبرتيين من آل فتين، وعضو في جماعة الصليب النجمي وسيدة جامعية في دير بيلتزن.
حياتها
شبابها
ماريا هي الابنة السادسة عشرة والصغرى لملك بولندا أوغسطس الثالث (1763-1696)، الذي كان أميرًا ناخبًا أيضًا في انتخابية ساكسونيا، عُرف باسم فريدريك أوغست الثاني، وزوجته ماريا يوزفا النمساوية. أحبّ والدها الصيد وغالبًا ما ذهب إلى الأوبرا واحتفظ بمجموعة فنية واسعة النطاق، وأظهر كذلك التزامًا كبيرًا تجاه العائلة. بالرغم من هذا، فقد أهمل فريدريك واجباته الحكومية اليومية وتركها لوزرائه الأوائل، الكونت هاينريش فون برول والكونت ألكسندر جوزيف سولكوفسكي. ركز الوالدان بشكل كبير على تعليم جميع أطفالهما. تعلمت ماريا كونيغوندي اللغة البولندية واللاتينية والفرنسية والإنجليزية، والفلسفة والجغرافيا والدين والرسم والموسيقا والرقص. شاركت وهي فتاة صغيرة في عروض الأوبرا وقدمت مسرحية غنائية أُديت في ساحةٍ في درسدن. غنّت الدور البطولي في أوبرا ليوسيبو ليوهان أدولف هاس.

## ترشيحها للزواج
باعتبارها ابنة عائلة حاكمة، كان من المقرر أن تتزوج ماريا كونيغوندي من أمير، بهدف تقوية العلاقات السياسية لعائلة فتين. أما المرشح الذي نظر والدها في أمره، فهو الأرشيدوق جوزيف من النمسا، الذي أصبح فيما بعد إمبراطورًا معروفًا باسم جوزيف الثاني. توفيت زوجته الأولى المحبوبة، الأميرة إيزابيلا من بارما، دون أن تنجب وريثًا له، فألحت عليه والدته ماريا تيريزا أن يتزوج مرة أخرى. فكر جوزيف في الزواج من أخت إيزابيلا الصغرى ماريا لويزا دي بارما، إلا أنها كانت مخطوبة مسبقًا للوريث الإسباني الشرعي الذي سيصبح لاحقًا الملك كارلوس الرابع. طلب جوزيف من والد كارلوس، كارلوس الثالث ملك إسبانيا، فسخ هذه الخطوبة لكنّ كارلوس الثالث رفض. فطلبت الإمبراطورة ومستشارها من جوزيف اختيار أميرة من بافاريا أو ساكسونيا، وغادر جوزيف فيينا في عام 1764 للقاء عرائس محتملات.
أيّد البلاط الساكسوني في درسدن قيام زواج بين جوزيف وماريا كونيغوندي، ويرجع ذلك أساسًا إلى أن هذا الزواج قد يساعد الساكسونيين في حل الصعوبات المالية التي يعانون منها. رُتّب لقاء عشاء «سري» بين الاثنين، جوزيف وماريا، في تبليتسه في بوهيميا. إلا أنّ ماريا كونيغوندي لم تنبس بكلمة خلال هذا العشاء، فقرر جوزيف أنها خجولة جدًا لتصبح زوجة له. تزوج جوزيف من ابنة عمها من الدرجة الأولى، ماريا يوزيفا من بافاريا، التي لم يعتبرها جميلة جدًا لكنها واثقة من نفسها. لم يكن زواج ماريا يوزفا سعيدًا؛ فنجت ماريا كونيغوندي من هذا المصير. إلا أن قصة لقائها السري الفاشل في بوهيميا انتشرت في الأوساط الأوروبية ما جعل من المستحيل تقريبًا ترتيب زواج مناسب لها.

## انتخابها رئيسة دير الراهبات

### خلفية سياسية
كان أحد أهداف سياسة آل فتين هو زيادة نفوذهم ضمن دائرة راين وستفاليا السفلى في الجزء الشمالي الغربي من الإمبراطورية الرومانية المقدسة. طالب البلاط في درسدن دولة فيننا، أن تمنح كبيرة الراهبات ماريا، مكانة مرموقة في الدير كتعويض عن خطط الزواج الفاشلة. واجه كل من البلاطين بعض المشاكل في الاتفاق على دير مناسب. اقترحت فيينا تعيين ماريا كونيغوندي مساعدًا ووريثًا مرشحًا في دير هرادشاني الذي أسسته الإمبراطورة ماريا تيريزا في قلعة براغ. على أي حال، رفض البلاط في درسدن ذلك الأمر لأن ذلك الدير كان خاضعًا لأراضي التاج البوهيمي، الأمر الذي اعتبرته درسدن مقللًا من كرامة الأميرة الساكسونية. طالبت درسدن بمنح ماريا كونيغوندي إمبراطورية فورية، ما جعل منها أميرة إمبراطورية. وطالبت في عام 1766، بمنحها رئاسة الأديرة الموجودة في بيلتسن، إيسين وثورن.

### أديرة بيلتسن
فشلت محاولات ساكسونيا لتعيين ماريا كونيغوندي في منصب رئاسة دير بيلتسن في عام 1766. كانت أنطوانيت من إلتز- كمبينيتش التي تشغل ذلك المنصب، على استعداد للتنازل عن العرش لصالح ماريا؛ ومع ذلك، قاوم المحفل الكنسي بشدة فرض القانون وأصرّ على اتباع جميع الإجراءات المعمول بها. على سبيل المثال، طلبت صوفيا من بلدة ستاديون- تانهاوزن دليلًا على نبالة ماريا كونيغوندي، فأكده اثنان من الناخبين أو الأمراء الإمبراطوريين، وطلبت أيضًا أن تكون رئيسة الدير التالية مقيمة في الدير- لم يكن هذا مطلبًا غير اعتياديًا في أديرة السيدات، لكنه لم يكن مقبولًا من قبل البلاط في درسدن. فسّر البلاط طلب إثبات النبالة على أنه إهانة. إلا أن المحفل الكنسي لم يتنازل عن مطلبه ولم يعترف بماريا كونيغوندي كسيدة جامعية، إلا بعد حصولها على إعفاء بابوي من شرط الإقامة وحجز جوزيف الثاني على ممتلكات الدير. في هذه المرحلة، لم يعد النقاش يدور حول تعيينها كرئيسة للدير، بل حول الحفاظ على كرامة البلاط الإمبراطوري. وكان البلاط قد قرر بالفعل تعيينها رئيسة للدير في كل من إيسين وثورن.

### الانتخاب
انتُخبت ماريا كونيغوندي في عام 1775، مساعدةً في كل من إيسين وثورن مع امتلاكها حق الخلافة، بينما كانت الكونتيسة بالاتين فرانسيسكا كريستينا من سولزباخ، سلفها، (1776-1696) لا تزال على قيد الحياة. كان الانتخاب مُجْمَع عليه، وهو ما لم يكن مفاجئًا، مع الأخذ بعين الاعتبار أن البلاط في كل من فيينا ودرسدن دفع 45000 غلدر (ريال هولندي) إلى الجهات الشرعية والكنائس المؤهلة للتصويت. كانت فرانسيسكا كريستينا آنذاك تبلغ من العمر 79 عامًا وكانت في حالة صحية متدهورة. توفيت في 16 يوليو في عام 1776 وخلفتها ماري كونيغوندي في اليوم ذاته. بوصفها رئيسة دير إمبراطوري مستقل، امتلكت ماريا كونيغوندي مقعدًا وحقًا في التصويت ضمن البرلمان الإمبراطوري، إضافة إلى امتلاكها جميع الحقوق والالتزامات التي تتمتع بها الأميرة الإمبراطورية (مثل العدالة من الدرجة الدنيا وحق فرض الضرائب وحق التشريع وحق سك العملات والثروة والحصانة السيادية).

### حياتها كرئيسة دير
حظي الدير في إيسين بتقدير كبير منذ اعتلاء ماريا كونيغوندي العرش. ومع ذلك، لا يمكن مقارنة حياة الدير بحياة البلاط التي عاشتها مع والديها في درسدن، أو تلك التي عاشتها لدى شقيقها الأمير كليمنس وينسيسلاس في كوبلنتس، حيث قضت ماريا معظم وقتها بعد عام 1769. كان المبنى الرئيس للدير رطبًا جدًا لدرجة أن ممثل البلاط في درسدن الذي جاء للإشراف على انتخابها رفض قضاء الليلة في المبنى. كانت مدينة إيسين مدينة صغيرة وإقليمية؛ والشوارع خطيرة والحياة الثقافية شبه معدومة. أخّرت ماريا كونيغوندي وصولها الرسمي إلى المدينة بأبهة وظروف احتفالية حتى التاسع من شهر أكتوبر لتغادرها من جديد في اليوم التالي.
لعبت ماريا كونيغوندي دورًا مؤثرًا في بلاط شقيقها الأمير كليمنس وينسيسلاس في كوبلنتس. وكان حينها ناخبًا لمدينة ترير، فلم يتخذ أي قرارات تقريبًا دون استشارتها، وأثرت ماريا بشكلٍ خاص على سياساته الداخلية. نادرًا ما بقيت ماريا في أحد أديرتها بل فضلّت إدارتها عن بعد، وغالبًا ما تعارضت مع المحافل الكنسية في تلك الأديرة، لأنها لم تكن على علم بالحقوق المتعارف عليها في الدير. حاول مستشارها يوهان جاكوب شميتز أن يفرض فكرته الخاصة عن حكم الدولة المطلق المستنير، وكثيرًا ما اصطدم بكل من حقوق المحفل الكنسي أو العقارات أو المدينة.